# Greenwashing

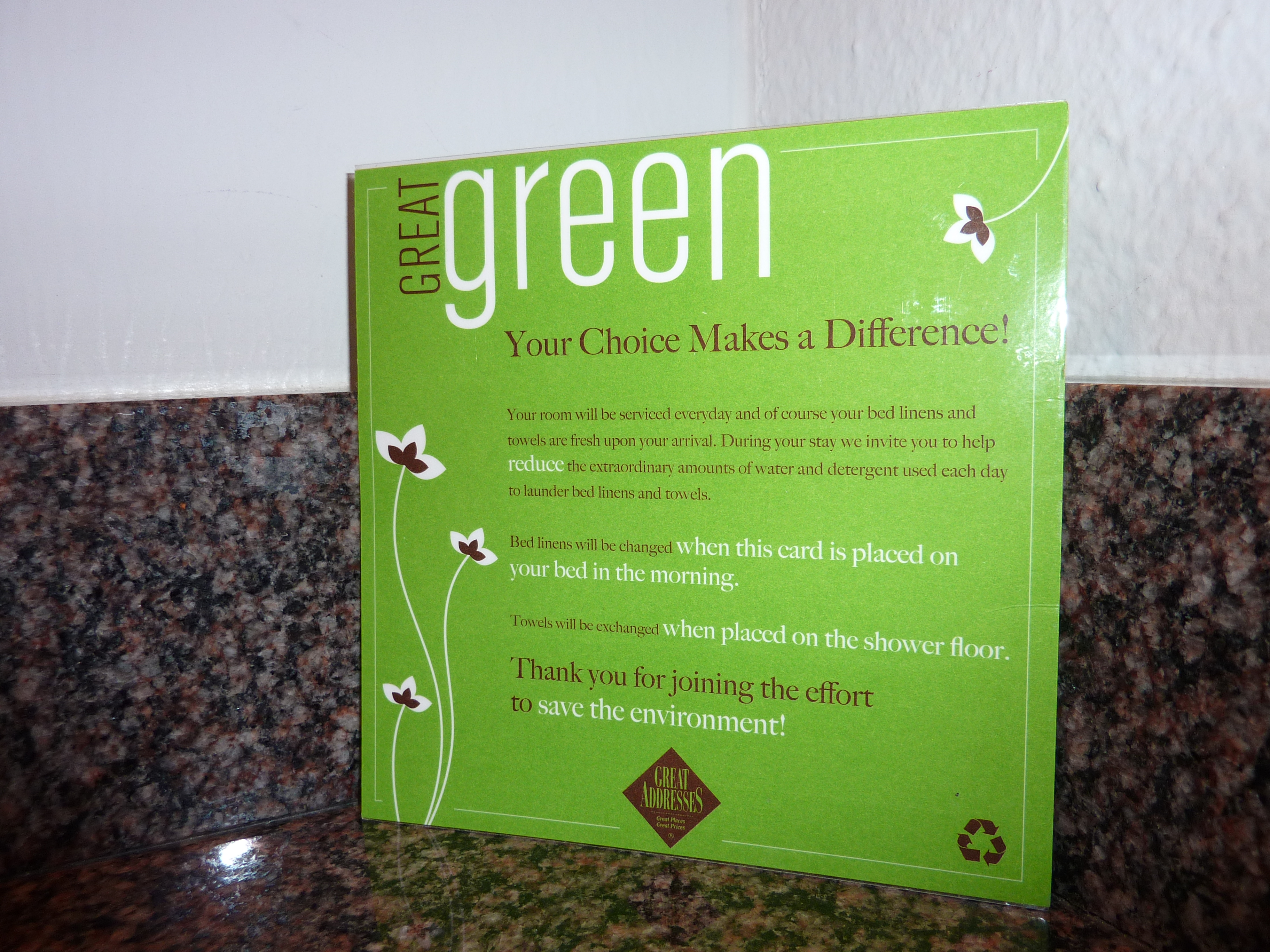
Greenwashing w hotelu

Greenwashing (rzadziej greenwash) – w wolnym tłumaczeniu „ekościema”, „zielone mydlenie oczu” czy „zielone kłamstwo”, zjawisko polegające na wywoływaniu u klientów poszukujących towarów wytworzonych zgodnie z zasadami ekologii i ochrony środowiska wrażenia, że produkt lub przedsiębiorstwo go wytwarzające są w zgodzie z naturą i ekologią.

## Znaczenie
Według badań agencji marketingu środowiskowego TerraChoice przynajmniej jedną cechę greenwashingu można wyróżnić w 98% zbadanych przez nią produktów. W 1992 organizacja Greenpeace wydała dokument The Greenpeace Book of Greenwash wymieniający ówczesne przykłady „ekościemy”. Greenwashing jest monitorowany przez wiele organizacji, m.in. na prowadzonej przez EnviroMedia stronie greenwashingindex.com można oceniać obecne na rynku reklamy pod kątem wprowadzania w błąd.
Z greenwashingiem mamy do czynienia, gdy:
- firma stosuje ukryte koszty alternatywne — podaje błędne informacje na temat cech produktu, odnoszących się do jego oddziaływania na środowisko (np. energooszczędna elektronika wykonana jest faktycznie z niebezpiecznych dla środowiska materiałów)[1]
- firma podkreśla jako ekologiczne fakty bez związku z rzeczywistością — odwołuje się do czegoś, co nie ma racji bytu (np. twierdzenie na rynku amerykańskim, że coś „nie zawiera HCFC” — czyli wodorochlorofluorowęglowodorów, których użycie w USA zostało zakazane w 2010 lub podkreślanie, że kosmetyk nie zawiera freonów, podczas gdy ich używanie jest od zabronione od lat 1990.)[1][4]
- firma redukuje swoje koszty pod pozorem dbałości o środowisko (na przykład wysyła faktury e-mailem czy prosi o rzadsze używanie ręczników)[4]
- firma nie przedstawia dowodów — nie ma dostępnych informacji o ekologiczności produktu ani też żadnych wiarygodnych certyfikatów[1][4]
- firma przedstawia tylko częściowe informacje - przeważnie dotyczące jednego aspektu produktu zamiast odnieść się do wpływu produktu czy usługi na cały łańcuch wartości
- firma celowo stosuje brak precyzji — opisy produktów są nieszczegółowe lub niesprecyzowane, mogą być źle zrozumiane przez konsumenta; przykładem jest określenie „all natural” (tlenek arsenu(III) lub rtęć występują w naturze, ale są silnie trujące — „naturalny” niekoniecznie oznacza „zielony”)[1]
- firma podkreśla „mniejsze zło” używania jej produktów — na przykład „ekologiczne” papierosy czy „przyjazne dla środowiska” pestycydy[1]
- firma stosuje białe kłamstwo — nielegalnie i bezpodstawnie używa ekoznaków i certyfikatów, a także stosuje zbyt przerysowane, sugestywne obrazy, podaje zmyślone dane, mające poświadczyć ekologiczność wyrobu — innymi słowy treść i forma fałszywych etykiet ma wprowadzić klienta w błąd[1][4]
- firma zniekształca rzeczywisty wpływ produktu na środowisko — eksponuje aspekt ekologiczny (na przykład że opakowanie wyprodukowane jest z tworzywa ulegającego biodegradacji), nie wspomina jednak, jak duży ślad ekologiczny zostawia wyprodukowanie samego produktu lub nawet opakowania[4]
- firma pomija pewne informacje, których ujawnienie mogłoby nadwerężyć „ekologiczny” charakter produktu (np. pralnia chemiczna nazywana jest pralnią ekologiczną)[4]